# Catasigerpes congicus
Catasigerpes congicus es una especie de mantis de la familia Hymenopodidae.

## Distribución geográfica
Se encuentra en Camerún y en  el Congo.